# Miełokletskij
Miełokletskij (ros. Мелоклетский) – chutor w Rosji, w obwodzie wołgogradzkim, w rejonie kleckim. W 2010 liczył 232 mieszkańców.